# Биктемиров, Шаукат Хасанович
Шавкат Хасанович Биктими́ров (тат. Шәүкәт Хәсән улы Биктимеров; 1928—2012) — советский и татарский актёр. Народный артист СССР (1977). Лауреат Государственной премии РСФСР им. К. С. Станиславского (1979) и Республиканской премии имени Габдуллы Тукая (1967).

## Биография
Родился 28 октября 1928 года в деревне Мингер (ныне — Сабинского района Татарстана) (по другим источникам — в Казани
).
Семилетнюю школу окончил в деревне Тимершик, потом некоторое время работал в колхозе.
С 1945 по 1949 год учился в Казанском театральном училище. Ученик Ш. М. Сарымсакова.
В 1949—1951 и с 1953 года — актёр Татарского академического театра им. Г. Камала.
Сыграл более ста ролей, разных — и больших, и маленьких. И всё же на долгие годы коронной ролью актёра осталась сыгранная им роль Альмандара в пьесе Т. А. Миннуллина «Старик из деревни Альдермеш». Образ старика из народа — мудрого, душевного, жизнестойкого и жизнелюбивого, бесконечно влюбленного в родную землю. Значительной вехой в творческой судьбе стал спектакль «Тополёк мой в красной косынке» Ч. Т. Айтматова, поставленный в 1965 году.
Член КПСС с 1958 года по 1991 год. Депутат Верховного Совета ТАССР (1975—1980). Депутат Совета Национальностей Верховного Совета СССР 11—12 созывов (1984—1990) от Татарской АССР.
Умер 28 мая 2012 года в Казани. Похоронен на татарском кладбище в Ново-Татарской слободе Казани.

### Семья
- Супруга — Рамзия Ахметзяновна Даутова (1927—2003) — актриса, библиотекарь.

## Награды и звания
- Заслуженный артист Татарской АССР (1960)
- Народный артист Татарской АССР (1968)
- Народный артист РСФСР (1970)
- Народный артист СССР (1977)
- Республиканская премия имени Габдуллы Тукая (1967) — за исполнение роли в спектакле «Тополёк в красной косынке» Ч. Т. Айтматова
- Государственная премия РСФСР имени К. С. Станиславского (1979) — за исполнение роли Альмандара в спектакле «Альмандар из деревни Альдермеш» («Белая ворона») Т. А. Минуллина
- Орден «За заслуги перед Республикой Татарстан» (2008)
- Премия «Тантана» («Триумф») в номинации «За честь и достоинство» (Министерство культуры Республики Татарстан, 2012)
- Почётный член Академии наук Республики Татарстан.

## Театральные работы
- «Старик из деревни Альдермеш» Т. А. Миннуллина — Альмандар
- «Бахтияр Канкаев» Т. А. Миннуллина — Канкаев
- «У совести вариантов нет» Т. А. Миннуллина — палач
- «Мы уходим, вы остаетесь» Т. А. Миннуллина — Хасан Акчурин
- «Конокрад» Т. А. Миннуллина — Сибгат
- «Ильгизар + Вера» Т. А. Миннуллина — Нурхамат
- «Дружеский разговор» Т. А. Миннуллина — Нурислам
- «Прощайте» Т. А. Миннуллина — Шахит
- «Здесь родились, здесь возмужали» Т. А. Миннуллина — Зариф
- «Идегей» Ю. Сафиуллина — Туктамыщ хан
- «Потоки» Т. Гиззата — Нургали
- «Габбас Галин» Г. Камала — Галин
- «Братья Тагировы» Ф. Хусни — Загит
- «Тополек мой в красной косынке» Ч. Т. Айтматова — Байтимер
- «Первые цветы» К. Тинчурина — Хамит
- «Голубая шаль» К. Тинчурина — Ишан
- «Первая любовь» Х. Вахита — Талгат
- «Свобода» Мирсая Амира — Тагир
- «Приехала мама» Ш. Хусаинова — Ислам
- «Сквозь поражение» Д. Н. Валеева— Лукман
- «Фатима Сабри» С. Джамала — Фархад
- «Одна ночь» Б. Л. Горбатова — Кривожатский
- «Нашествие» Л. М. Леонова — Фаюнин
- «Таланты и поклонники» А. Н. Островского — Пётр Егорыч Мелузов
- «Бесприданница» А. Н. Островского — Мокий Пармёныч Кнуров
- «Последняя жертва» А. Н. Островского — Вадим Григорьевич Дульчин
- «Как звёзды в небе» по А. М. Горькому — Семёнов
- «Станция Шамбоде» Э. Лабиша — Дорозуар
- «Ретро» А. М. Галина — Чмутин
- «Привидения» Г. Ибсена — пастор Мандерс
- «Третья патетическая» Н. Ф. Погодина — В. И. Ленин
- «Гульджамал» Н. Исанбета — Саитгарай
- «Хужа Насретдин» Н. Исанбета — Тархан
- «Тахир и Зухра» Ф. Бурнаша — Хан

## Фильмография
- 1975 — Клад — Нуришанов
- 1985 — Говорящий родник — эпизод
- 2004 — Куктау
- 2005 — Зулейха